# Brienz/Brinzauls
Brienz/Brinzauls (deutsch und bis 1996 offiziell Brienzⓘ; rätoromanisch Brinzaulsⓘ) ist ein Dorf und eine Fraktion der Gemeinde Albula/Alvra im Schweizer Kanton Graubünden. Bis 2014 bildete Brienz/Brinzauls eine selbständige politische Gemeinde.
Brienz ist im Bundesinventar der schützenswerten Ortsbilder von nationaler Bedeutung der Schweiz (ISOS) verzeichnet. Die Gebirgslandschaft von Brienz/Brinzauls mit den Ortschaften, den Feldfluren, Waldgebieten und hohen Bergen liegt am Südrand der Plessur-Alpen und im regionalen Naturpark Parc Ela und gehört mit dem Gebiet «Rhätische Bahn in der Kulturlandschaft Albula/Bernina» seit 2008 zum UNESCO-Welterbe.
Das Dorf liegt auf einer rutschenden Terrasse, auch die Hänge oberhalb des Dorfes sind in Bewegung. Aufgrund der Gefahren eines möglichen Bergsturzes war das Dorf 2023 über sieben Wochen lang evakuiert, während am 15. Juni ein Schuttstrom fast das Dorf erreichte. Am 17. November 2024 wurde das Dorf erneut evakuiert.

## Geographie

Historisches Luftbild von Werner Friedli von 1954

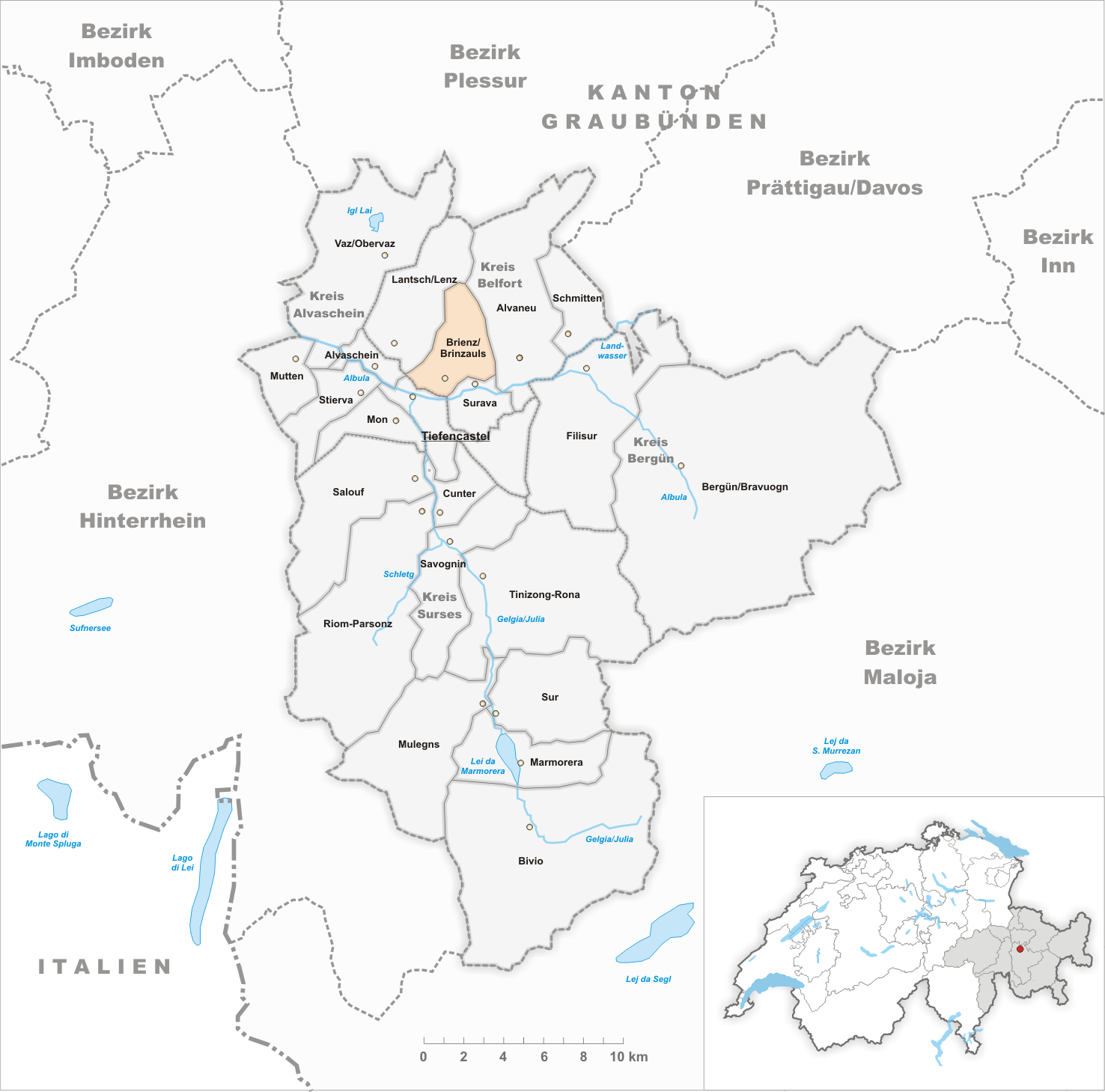
Gemeindestand vor der Fusion am 1. Januar 2015

Im Gebiet der ehemaligen Gemeinde liegen das Dorf Brienz/Brinzauls auf 1142 m ü. M. und einen Kilometer westlich davon der Weiler Vazerol auf einer Landschaftsterrasse am Sonnenhang des Albulatales. Oberhalb der Siedlungen steigt der bis auf die Höhe von etwa 2200 m ü. M. bewaldete und von Felsgebieten durchsetzte Berghang gegen Norden steil an. Über der Waldgrenze erhebt sich die Bergpyramide des Piz Linard (2768 m ü. M.). Auf dessen Ostseite und zwischen dem Lenzer Horn (2906 m ü. M.), dem höchsten Punkt im Gebiet von Brienz/Brinzauls, und dem Piz Mulain (2625 m ü. M.) liegt der weite Talkessel der Alp Manuir. Über die Berggrate zwischen diesen Gipfeln verlief die historische Gemeindegrenze.
Unterhalb und in der näheren Umgebung des Dorfes erstreckt sich über etwa zwei Quadratkilometer das offene Landwirtschaftsgebiet. Das Wiesland ist von vielen kleinen Hecken und Waldpartien unterbrochen und erreicht südöstlich des Dorfes auf 780 m ü. M. bei Pro Salviester und Dalmeras den Uferwald in der Flussniederung an der Albula, nicht aber den Flussraum selber. Auf diesem Abschnitt der Albula fliesst nur eine Restwassermenge, weil vom Ausgleichsbecken bei Filisur aus der grösste Teil des Wassers durch einen Druckstollen zum Kraftwerk Tiefencastel der Albula Landwasser Kraftwerke AG geleitet wird. Bei Brienz/Brinzauls ist eine ausgedehnte, kleinstrukturierte Heckenlandschaft erhalten, wie sie in andern Gebieten selten geworden ist. Zahlreiche extensiv bewirtschaftete Wiesenflächen sind im Bundesinventar der Trockenwiesen und -weiden von nationaler Bedeutung registriert. Dazu gehören eine Wiesenfläche oberhalb des Dorfes Brienz/Brinzauls unter dem Bergrutschgebiet, Wiesen bei Vazerol und Teile der Fluren Bualet und Igl Platz unterhalb von Brienz/Brinzauls. Die Trockenrasen wurden im «Landschaftsqualitätsprojekt Albulatal» als einer der wichtigsten Landschaftswerte des Gebiets bestimmt. Der Verein Parc Ela und das kantonale Amt für Natur und Umwelt begannen 2019 ein Programm zur Erhaltung der vielen Gehölze im Grüngebiet.
Der etwa sieben Quadratkilometer grosse Wald (rätoromanisch got) oberhalb des Dorfes besteht aus den Flächen Got da Laresch, Caltscheras, Fops, Runtgeller, Arsa Gronda (deutsch «Grosses Waldbrandgebiet»), Got la Schitscha, Vals und Got Dafora. Ein grosser Teil der Waldfläche liegt im ausgedehnten Waldreservat «Auerhuhn Albula», das der Kanton Graubünden 2018 auf der orographisch rechten Seite des Albula- und des Landwassertales in den Gemeinden Albula/Alvra und Schmitten einrichtete, wo sich ein bedeutendes Habitat des geschützten Auerwilds befindet.
An mehreren Stellen liegen nur zeitweise bewohnte Bergsiedlungen (Maiensässe) in Rodungslichtungen. Die Häusergruppen heissen Pigni, Propissi Sot, Propissi Saura, Schautschen, Ruoinas und Hetta da las Nuarsas (deutsch «Hütte der Schafe») und sind im kantonalen Natur- und Landschaftsschutzinventar aufgeführt. Nordwestlich von Propissi lag auf einer Geländeterrasse bis in das frühe 20. Jahrhundert der Bergsee Lai, der danach verlandete.
Die Wälder sind an mehreren Stellen von hohen Erosionstrichtern, Felswänden und Abbruchstellen unterteilt. Eine Felswand im Osten des ehemaligen Gemeindegebiets heisst Crappa Naira (deutsch «Schwarzer Fels»); die Stelle ist im Natur- und Landschaftsschutzinventar aufgeführt und umfasst als besonders Geotop eine Höhle. Die Siedlung beim nächsten Felsabbruch westlich davon heisst Ruoinas (rätoromanisch für «Felsabbruch, Rutschhang»), und unter den beiden wilden Stellen liegt das Tobel des Wildbachs Ava da Crappa Neira, der mit starken Verbauungen gegen Murgänge gesichert ist. 1,5 Kilometer östlich des Dorfes befinden sich die Gräben und Erosionstrichter des Val digls Boischels. Auf einem schmalen Bergvorsprung zwischen den beiden Vertiefungen steht die Ruine der Burg Belfort. Das grösste Abbruchgebiet direkt oberhalb des Dorfes Brienz/Brinzauls heisst rätoromanisch Igl Rutsch (deutsch «Der Rutsch»); der Flurname besteht aus dem romanischen Artikel Igl für deutsches «Der» und dem Lehnwort Rutsch, das aus dem Deutschen in das Romanische übernommen wurde, was im Sprachkontaktgebiet Mittelbündens nicht unüblich ist.
Das Dorf Brienz/Brinzauls liegt hoch über der Hauptstrasse 417 zwischen Tiefencastel und Davos, die in Tiefencastel von der Bergstrasse zum Julierpass abzweigt und im Bündner Strassenverzeichnis die Bezeichnung «Landwasserstrasse» hat. Durch das Dorf Brienz/Brinzauls selbst und unmittelbar unter dem stark steinschlaggefährdeten Gebiet verläuft eine Nebenroute mit der Bezeichnung «Brienzerstrasse». Ab 1874 verkehrte eine Pferdepost von Davos nach Lantsch/Lenz und seit 1964 das Postauto zwischen Lenzerheide und Wiesen-Station. Vor 1964 musste der Briefträger von Brienz die Post in Vazerol abholen, das an der Julierstrasse von Chur über den Julierpass nach Silvaplana liegt.
Am Fuss des Berghangs unterhalb des Dorfes liegt neben der Hauptstrasse die Trasse der Albulabahn, die mit ihrer Umgebung zum UNESCO-Welterbe gehört. Etwas oberhalb der Bahngleise überquert die Albulaleitung, eine 380-kV-Hochspannungsleitung von Sils im Domleschg über den Albulapass in das Engadin, die Landschaft von Brienz/Brinzauls.

## Bergrutsch / «Igl Rutsch»

### Geologische Lage

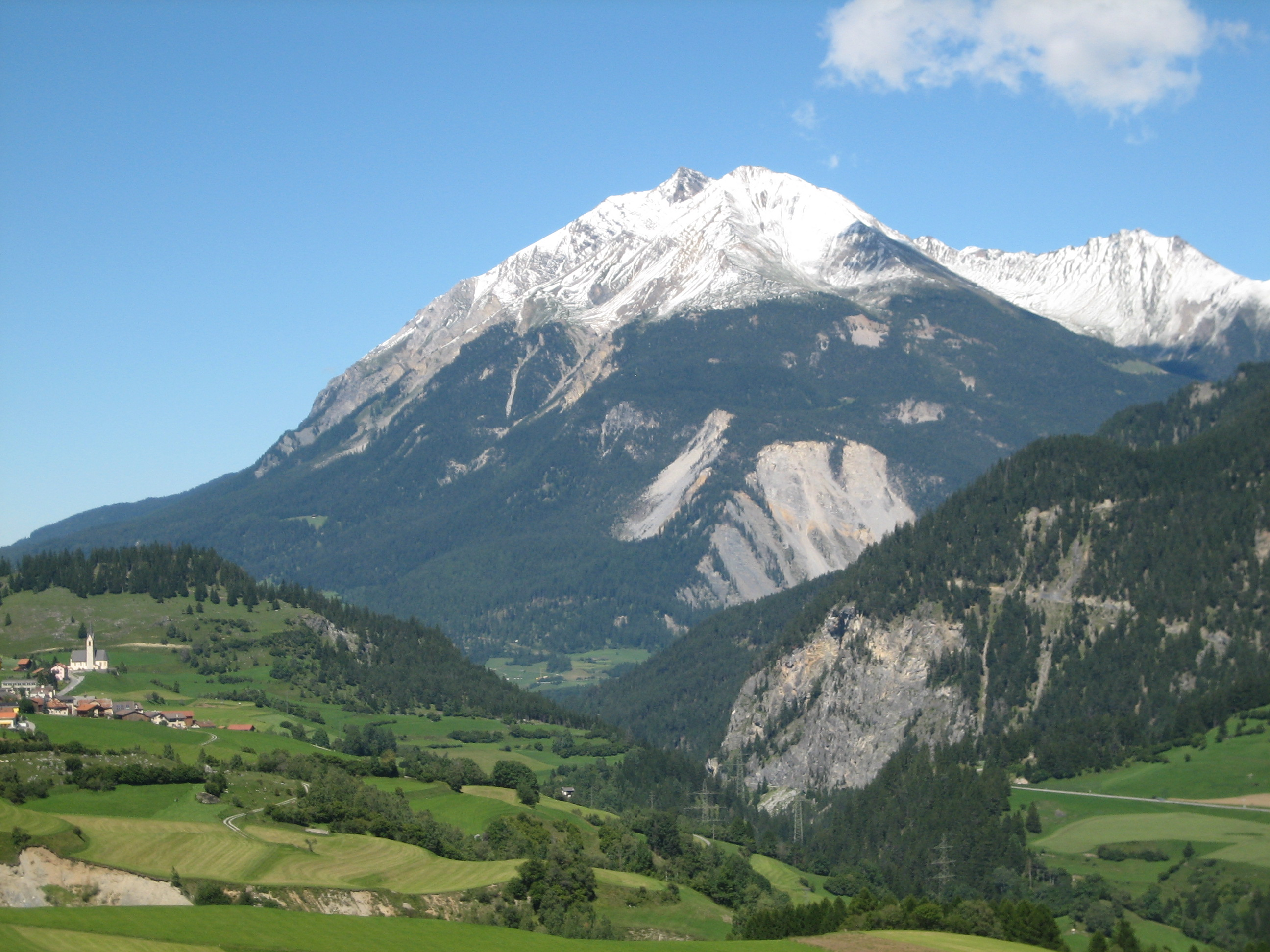
Piz Linard und Lenzerhorn (knapp links dahinter) mit dem Rutschgebiet, 2010

Das Dorf Brienz/Brinzauls, jedoch nicht Vazerol, liegt unterhalb des Erosionsgebietes «Igl Rutsch» (deutsch «Der Bergrutsch») auf einem Erdrutschgebiet, das seit sehr langer Zeit in Bewegung ist. Es ist eine der grössten Grosshangbewegungen im Alpenraum. Sie ist mit verschiedenen Messmethoden und auch mit Sondierbohrungen untersucht worden. Auf einer Fläche von mehreren Quadratkilometern, auf welcher das Dorf steht, lösten sich gelockerte Felsschichten und verschieben sich am Berghang in das Tal. Die Albula fliesst nur noch durch einen schmalen Talgrund. Oberhalb der Rutschungsmasse löste sich auch das steile Felsgebiet vom festen Untergrund, und wiederholt brachen Felspartien ab. Friedrich von Salis berichtete schon 1880 von einem Felssturz bei Brienz.
Im Landwasser-Albula-Gebiet ist die Stratigraphie der geologischen Schichten als Folge der Alpenfaltung gestört. Der untere Bereich des Südhanges am Piz Linard war und ist zum Teil noch heute von etwa 2500 m ü. M. an bis zur Talsohle in Bewegung. Unter dem an der Oberfläche aufgeschlossenen Dolomit liegt Schiefer der Allgäu-Formation und darunter Flysch. Partien dieser beiden Schichten bilden einen Rutschkörper, der mit dem Dorf Brienz/Brinzauls langsam in das Tal gleitet, wobei seine tiefsten Partien ständig von der Albula erodiert werden und so den Halt verlieren. Tief am wassergetränkten Berghang entspringen kleine Quellbäche. Die Bewegung kann man gut an den Strassen abgrenzen, da sie dort, wo sie vom festen in den bewegten Schiefer übergehen, Knickungen erleiden. Die Bewegung des Bodens zeigt sich an Schäden der Kantonsstrasse nach Davos und der Strassen Vazerol–Brienz/Brinzauls und Tiefencastel–Surava, am schiefen Kirchturm und an Rissen in den Mauern mehrerer Gebäude. Messungen ergaben 2019, dass sich die Bodenschichten mit dem Dorf etwa einen Meter pro Jahr talwärts verschieben. Damals wurden auch Evakuierungen nicht mehr ausgeschlossen.

### Bergrutsche und Felsstürze

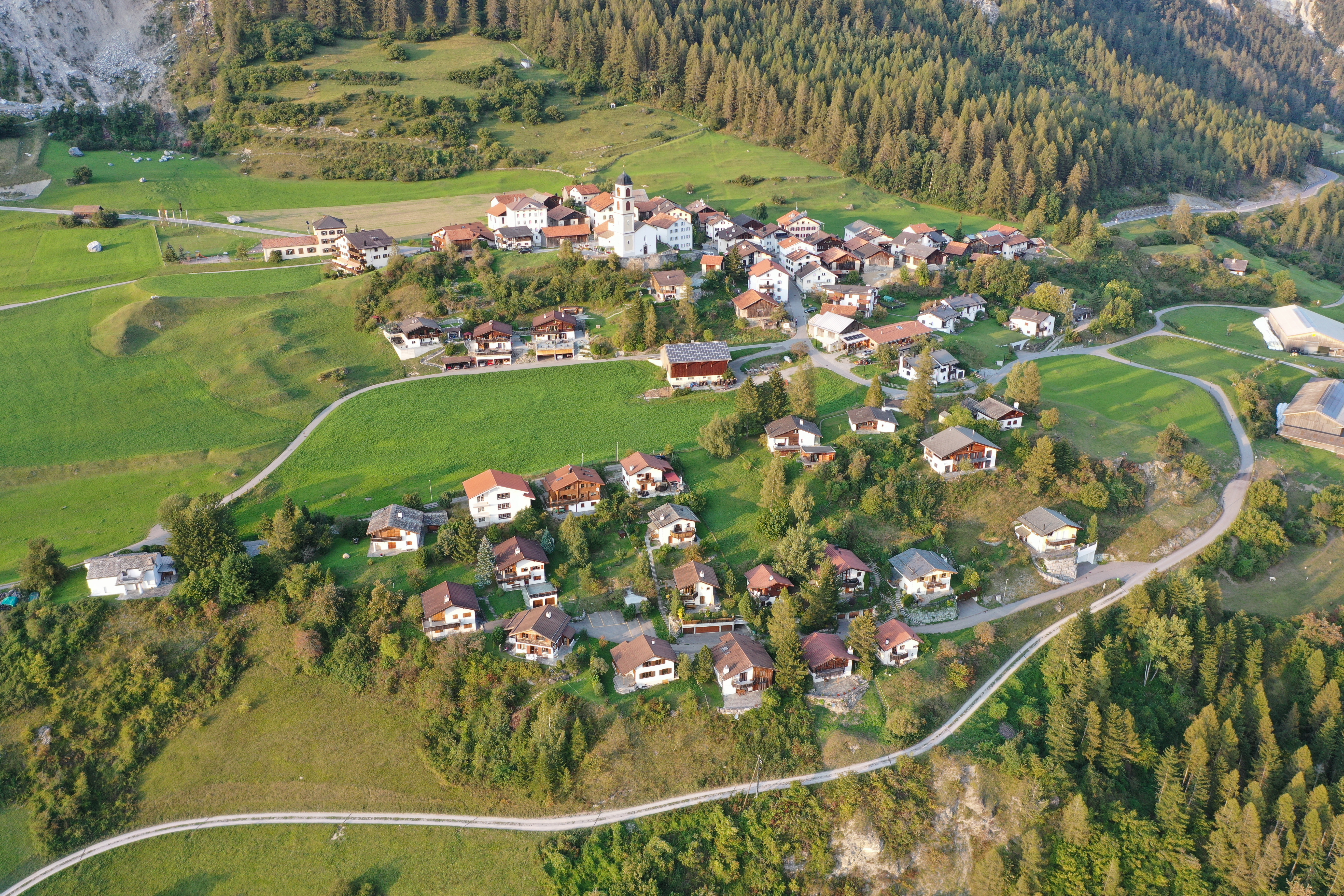
Luftaufnahme von Brienz/Brinzauls, 2020

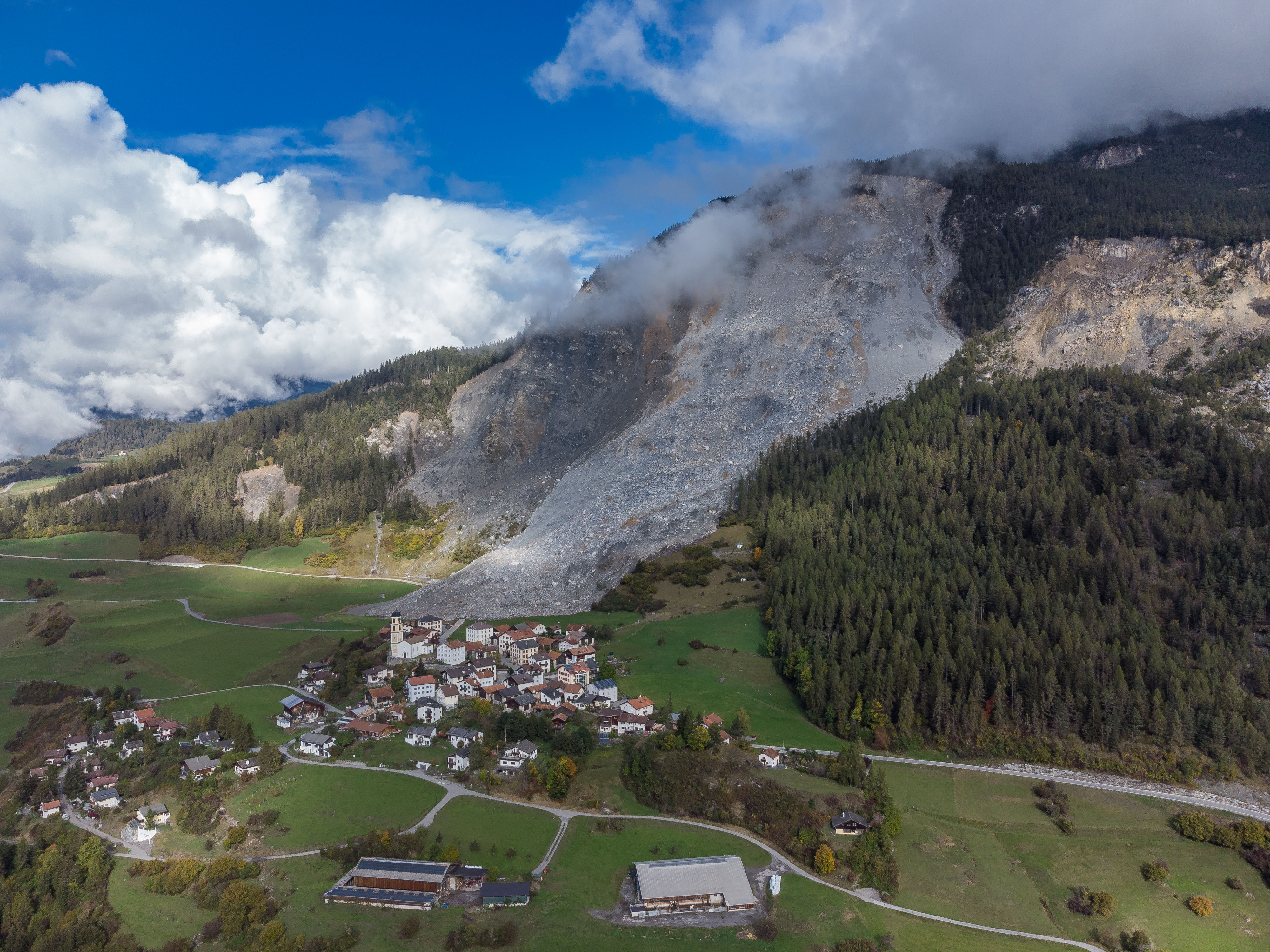
Brienz/Brinzauls und Schuttkegel des Bergsturzes von 2023

Von den verschiedenen Absackungen oberhalb von Brienz/Brinzauls ist besonders der Bergrutsch zu erwähnen, der den Schuttstrom nordöstlich des Dorfes bildet. Die Abrissstelle liegt auf ca. 1690 m ü. M. unter den Maiensässen von Propissi, also etwa 500 Meter über der Dorfsiedlung. Durch das heutige Rutschgebiet führte eine Strasse vom Dorf zu den Maiensässen. Verstärkt wurde der Rutsch möglicherweise durch Abholzungen, die nach dem Brand von Brienz 1874 erforderlich wurden. Die Bewegung begann im November 1878 nach einer längeren Regenperiode und war im Winter 1878/1879 und von 1902 bis 1907 besonders aktiv; damals bewegte sich der Schuttstrom täglich etwa einen Meter weiter. Durch den Bau von Drainagen im Abrissgebiet und Aufforstungen 1947 bis 1955 beruhigte sich die Bewegung etwas.
Im Dezember 2008 kam es wieder zu einem Felssturz, wobei mehrere Felsbrocken die Brienzerstrasse blockierten, aber im Dorf selbst keine Schäden anrichteten. Im August 2019 ereignete sich eine Rutschung, in deren Folge ein ca. 100 Tonnen schwerer Felsen mit annähernd 100 Kilometern pro Stunde ein Feld und die durch eine automatische Signalanlage gesperrte Verbindungsstrasse überquerte. Er rollte an einem Kinderspielplatz vorbei und blieb auf einem Wiesengebiet liegen.
Wegen eines von Geologen als akute Gefahr beurteilten Bergsturzes beschloss die Gemeinde im April 2023, die Pläne für eine allfällige Evakuierung des Dorfes wieder aufzunehmen. Anfang Mai rief die Gemeinde die Phase «Gelb» aus. Sie erwartete ein Abbrechen des Bereichs «Insel» innerhalb von zwei bis sechs Wochen. Die Einwohner wurden aufgefordert, die Vorbereitungen für ihre Evakuierung «so rasch wie möglich» abzuschliessen. Am 9. Mai wurde die Phase «Orange» ausgerufen und der zuständige Gemeindestab ordnete die vollständige Evakuierung bis zum 12. Mai an. Danach sollten nur noch Einwohner das Dorf tagsüber betreten dürfen. Am 12. Mai gab die Gemeinde bekannt, dass ab diesem Datum um 18 Uhr Phase «Rot» gilt und das Dorf nicht mehr betreten werden darf. Auch das Nutzvieh wurde aus dem Dorf evakuiert und eine Flugverbotszone erlassen. Nachdem sich die 1,9 Millionen Kubikmeter grosse «Insel» immer weiter beschleunigte und am 15. Juni 2023 zuletzt Geschwindigkeiten von 40 Metern pro Tag gemessen wurden, rutschten in der darauffolgenden Nacht zwischen 23 Uhr und Mitternacht 1,2 Millionen Kubikmeter Gestein als schneller Schuttstrom mit im ganzen Talkessel hörbaren Geräuschen, begleitet von großen Felsstürzen, den Hang hinunter und stoppten wenige Meter vor dem Ortsrand. Die Hauptereignisse um halb zwölf dauerten gut 10 Minuten an. Die Phase «Blau» wurde kurz nach Beginn des Schuttstroms ausgerufen und um 13 Uhr des Folgetages wieder zurückgenommen; dies hatte zur Folge, dass der im Tal verlaufende Abschnitt der Albulabahn und die Kantonsstrassen von Tiefencastel nach Filisur sowie nach Lenzerheide gesperrt waren. Nach der Beurteilung der Stabilität des Bergs wurde am 22. Juni die Phase «Rot» zum 26. Juni auf die Phase «Orange» zurückgenommen und so tagsüber das Betreten für die Einwohner ab diesem Zeitpunkt wieder erlaubt. Am 3. Juli 2023 wurde für den folgenden Tag die Phase auf «Gelb» geändert und damit die Evakuierung aufgehoben und das Betretungsverbot bis zur Gemeindestrasse Richtung Vazerol und zur nordöstlichen Dorfgrenze zurückgezogen. Nun soll ein Entwässerungsstollen dem immer schneller rutschenden Berg entgegenwirken und damit die Gefahr eines neuen Bergsturzes senken.
Die Unwetter in der Schweiz im Sommer 2024 und darüber hinaus sorgten durch die starken Niederschläge zu einer Beschleunigung des oberen Bereichs des Schuttkegels. Um den 28. Juni 2024 betrug die Geschwindigkeit rund 10 cm pro Tag. Ab Mitte September nahm die Geschwindigkeit weiter zu. Lang anhaltende und starke Regenfälle in der ersten Oktoberhälfte beschleunigten die Rutschung auf bis zu 35 cm pro Tag. Am 9. November 2024 rief die Gemeinde Albula erneut die Phase «Gelb» aus, nur drei Tage später wurde die Gefahrstufe auf «Orange» erhöht. Die Zufahrtsstrassen nach Brienz wurden vorsorglich gesperrt, die Bewohner wurden aufgefordert, bis zum 17. November 2024 um 13 Uhr das Gefahrengebiet zu verlassen. Mit der Phase «Rot» gilt ein Betretungsverbot. Der Gemeindevorstand von Albula äusserte die Befürchtung, dass die Evakuierung den ganzen Winter über andauern muss. Am 20. November 2024 informierte die Gemeinde über mögliche Umsiedlungsszenarien.
Die Evakuierung wurde zum 5. Mai 2025 auf «Orange» zurückgestuft, nachdem bereits zuvor regelmässig an Wochenenden ein stundenweiser Zutritt zum Dorf ermöglicht worden war. Gleichzeitig wies die Gemeinde jedoch darauf hin, dass sich die Gefährdung voraussichtlich über die nächsten Jahre fortsetzen wird. Der Gemeindepräsident Daniel Albertin äußerte sich dazu, bei der anzunehmenden dauerhaften Gefährdung «dürfe man auch nicht um jeden Preis an der Siedlung festhalten.» Nachdem sich in den vergangenen Wochen ein Bereich des Schuttkegels oberhalb des Dorfes wieder beschleunigt bewegt hatte, wurde Mitte Juni 2025 der Zugang zu Brienz wieder eingeschränkt. Am 20. Juni 2025 wurde erneut die Phase «Rot» ausgerufen. Nachdem rund zehntausend Kubikmeter Gestein auf das absturzgefährdete Material fielen, bewegte sich dieses um den 28. Juli 2025 mit 46 Zentimeter pro Tag rund doppelt so schnell. Vorsorglich wurde Phase «Blau» vorbereitet.

## Geschichte
Schon früh belegt sind diverse Orte im Raum Lantsch/Lenz-Tiefencastel-Oberhalbstein. Auf diesem Gebiet lassen sich Siedlungen aus der Urgeschichte nachweisen, sowohl aus der Bronze- als auch aus der Eisenzeit. Sie lagen an der damals und später von den Römern benutzten Nord-Süd-Transitroute über den Julierpass und den Septimerpass. Es ist möglich, dass auch das Gemeindegebiet von Brienz früh besiedelt wurde.
Als Siedlungslandschaft mit Ortschaften, Festungen und Strassen präsentierte sich die Landschaft des vorderen Albulatals in den ersten urkundlichen Quellen aus dem Frühmittelalter. Die Wirtschaft war geprägt von Ackerbau und Schafhaltung. Im Churrätischen Reichsurbar von etwa 840 wird die Siedlung Brienzola erstmals erwähnt. Der Ortsname Brinzouls geht laut Dicziunari Rumantsch Grischun und Rätischem Namenbuch auf Lateinisch Brigantiolum zurück, das seinerseits von keltisch brig(a) «Berg, Hügel» abgeleitet ist. Die Herkunft des Ortsnamens Vazerol ist unbekannt.
Das ganze um 840 besiedelte Gebiet des Albulatals inklusive des Oberhalbsteins war einer von zwölf Verwaltungsbezirken des fränkischen Königsguts in Churrätien. Diese Einheit zerfiel im Hochmittelalter mit der Aufteilung von Macht und Besitz auf verschiedene Feudalherren. Von der Burg Belfort aus entwickelten die Freiherren von Vaz seit dem 13. Jahrhundert eine Herrschaft, zu der auch Brienz gehörte. Nach dem Aussterben der Vazer um 1330 ging die Herrschaft an die Toggenburger über, dann an die Montforter und 1466 an die Herzöge von Österreich. Bei diesen blieb sie bis 1652.
1436 wurde «Land und Gericht zu Belfort» Mitglied des Zehngerichtebundes. 1613 trennte sich das Gericht in die Halbgerichte Innerbelfort und Ausserbelfort mit den Ortschaften Brienz, Vazerol, Surava und Lantsch/Lenz.
Mit der neuen Kantonsverfassung von 1851 wurden aus den Gerichten die Kreise des Kantons Graubünden geschaffen; die einzelnen Ortschaften wurden zu politischen Gemeinden. Im Jahr 1869 gab die Gemeinde Brienz ihre Eigenständigkeit auf und fusionierte mit Surava zur Gemeinde Brienz-Surava. 1883 trennten sich die Fusionspartner wieder. Brienz und Surava waren wieder bis zum 31. Dezember 2014 eigenständige politische Gemeinden.
In der Nacht vom 30. auf den 31. März 1874 zerstörte ein Grossbrand fast das ganze Dorf Brienz. Betroffen waren die Pfarrkirche und 24 von 37 Häusern. Beim Wiederaufbau wurde die Hauptstrasse begradigt; mehrere Häuser wurden in grosszügigen Massen und in städtischem Stil neu aufgebaut.
1981 wurde Birmensdorf ZH die Patengemeinde von Brienz. Nach einem Beschluss der Gemeindeversammlung vom 21. April 1995 wurde Brienz zum 1. Januar 1997 in Brienz/Brinzauls umbenannt. Am 1. Januar 2015 fusionierte sie mit den damaligen Gemeinden Alvaneu, Alvaschein, Mon, Stierva, Surava und Tiefencastel zur neuen Gemeinde Albula/Alvra.

## Vazerol
Zu Brienz/Brinzauls gehört die Siedlung Vazerol an der Julierstrasse. Dort (im damaligen Grenzgebiet von Gotteshaus- und Zehngerichtebund) sollen sich 1471 die Drei Bünde zusammengeschlossen haben. Vazerol galt lange als das Bündner Rütli. Die Inschrift am Gedenkstein: «Zur Erinnerung an die Vereinigung des Oberen Bundes, des Gotteshausbundes und des Zehngerichtebundes zu Vazerol 1471» ist etwas verblichen. Die These wird von der neueren Geschichtsforschung verworfen; eine authentische Urkunde fehlt. Als sicher gilt, dass in der Mitte des 15. Jahrhunderts die Ratsboten der Drei Bünde in Vazerol ihre Tagungen durchführten.
An die landesgeschichtliche Bedeutung der Ortschaft erinnern in Chur die Vazerolgasse und das Vazerol-Denkmal auf dem Regierungsplatz.

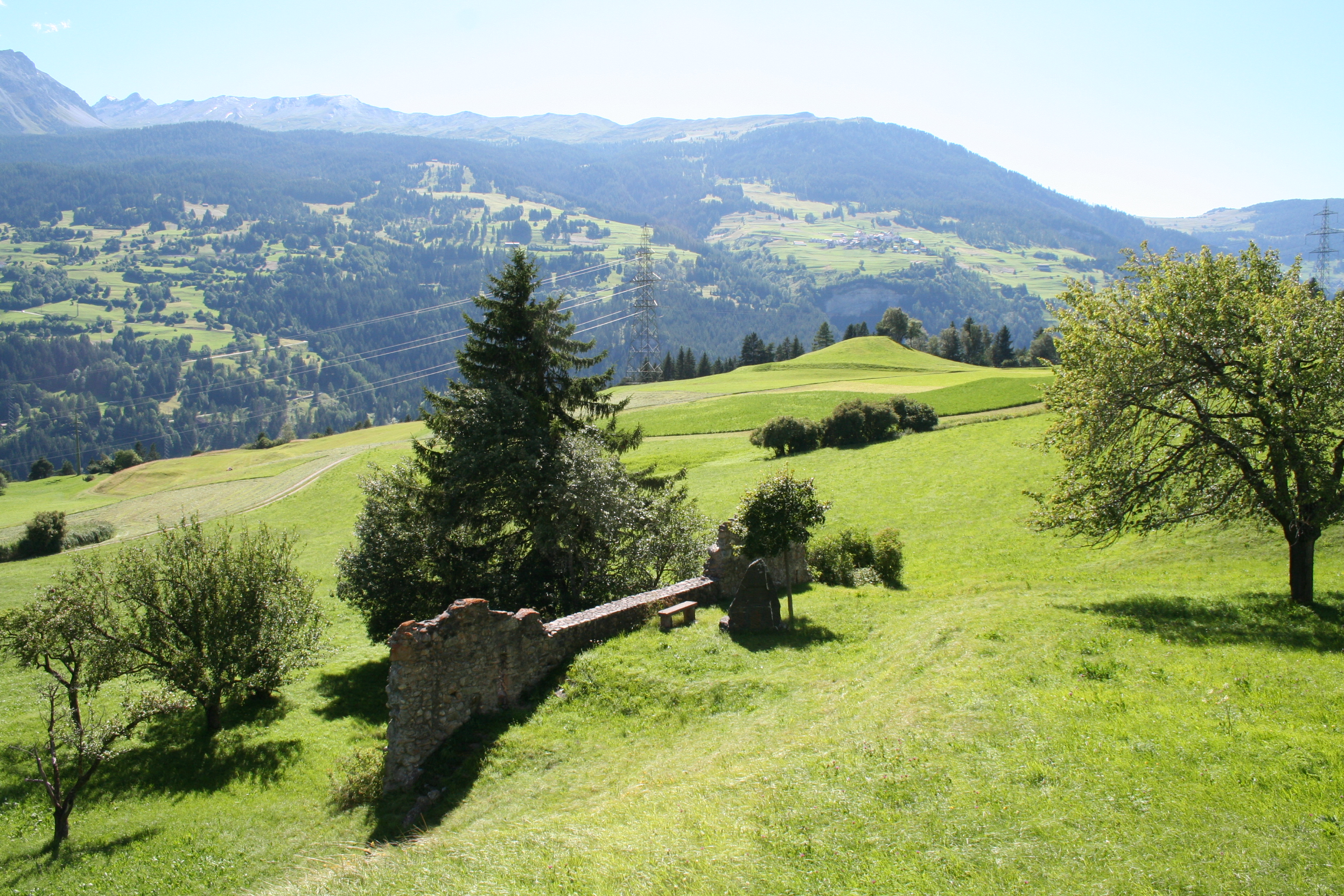
Gedenkstelle in Vazerol
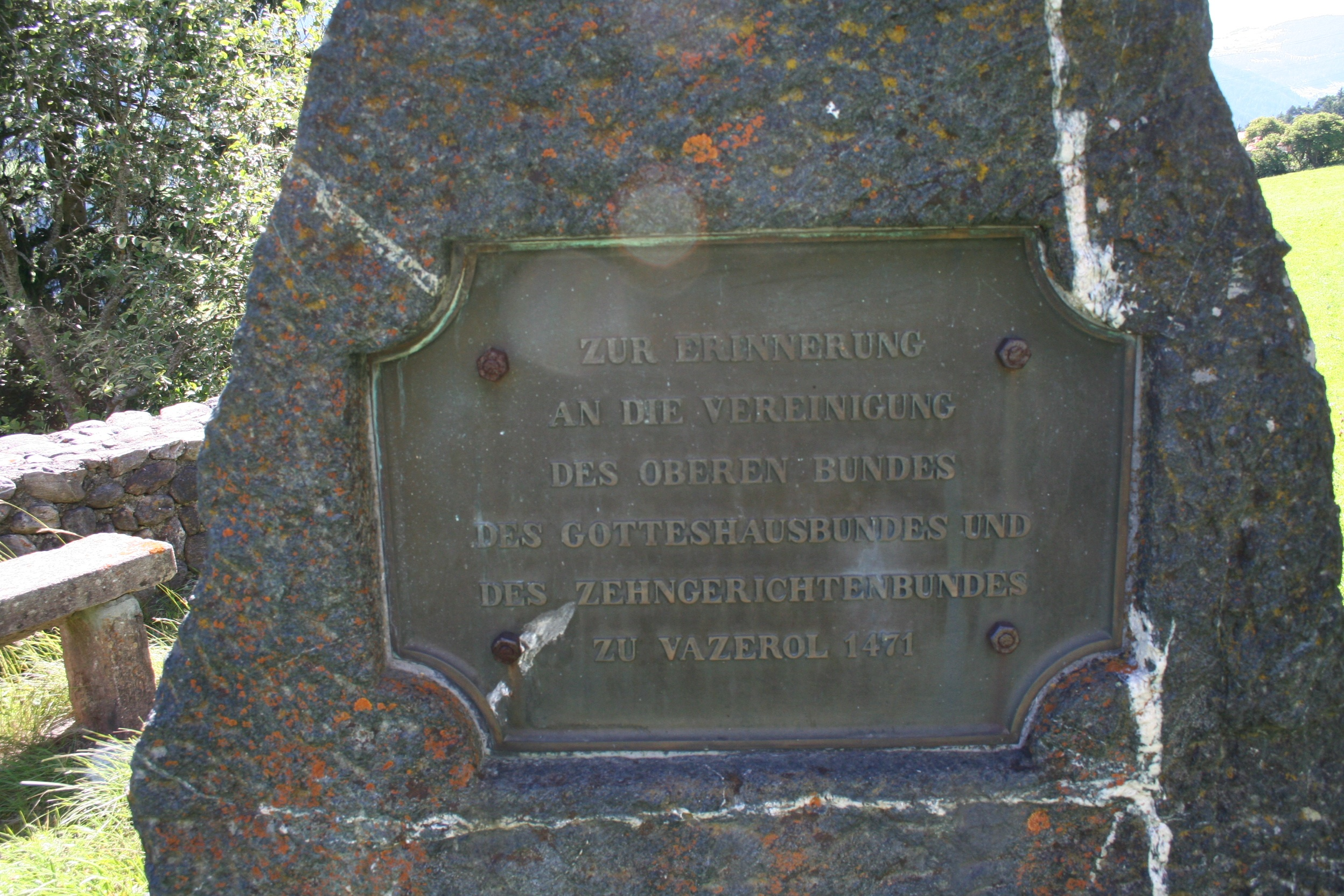
Erinnerungstafel

## Wappen
| Wappen der ehemaligen Gemeinde Brienz/Brinzauls | Blasonierung: «In Blau drei ineinander gehängte goldene (gelbe) Ringe» |
| Wappen der ehemaligen Gemeinde Brienz/Brinzauls | Wappenbegründung: Die drei Ringe erinnern an die Versammlungen der Drei Bünde auf dem im ehemaligen Gemeindegebiet gelegenen Hof Vazerol und haben die Form der Borromäischen Ringe. |

## Bevölkerung
| Jahr      | 1808 | 1850 | 1860 | 1888 | 1900 | 1941 | 1950 | 1980 | 1990 | 2000 | 2005 | 2014 |
| --------- | ---- | ---- | ---- | ---- | ---- | ---- | ---- | ---- | ---- | ---- | ---- | ---- |
| Einwohner | 111  | 191  | 205  | 146  | 158  | 186  | 172  | 95   | 112  | 117  | 114  | 124  |

### Sprachen
Die Bevölkerung des Dorfes sprach traditionell Surmeirisch, ein Idiom des Rätoromanischen, und gehörte somit zum traditionell rätoromanischsprachigen Gebiet Graubündens. 1880 sprachen praktisch alle Einwohner Romanisch, 1941 waren es noch 83 Prozent. Seit 1970 ging das Romanische stark zurück. Seit dem Jahr 2000 dominierte Deutsch, während noch die Hälfte der Einwohnerschaft romanisch verstand.
| Sprachen      | Volkszählung 1980 | Volkszählung 1980 | Volkszählung 1990 | Volkszählung 1990 | Volkszählung 2000 | Volkszählung 2000 |
| Sprachen      | Anzahl            | Anteil            | Anzahl            | Anteil            | Anzahl            | Anteil            |
| ------------- | ----------------- | ----------------- | ----------------- | ----------------- | ----------------- | ----------------- |
| Deutsch       | 26                | 27,37 %           | 45                | 40,18 %           | 80                | 68,38 %           |
| Rätoromanisch | 67                | 70,53 %           | 65                | 58,04 %           | 37                | 31,62 %           |
| Einwohner     | 95                | 100,00 %          | 112               | 100,00 %          | 117               | 100,00 %          |

### Konfession
Wie die meisten andern Dörfer im Unter- und Oberhalbstein blieben die Einwohner von Brienz katholisch und schlossen sich nicht der Reformation an.

### Herkunft und Nationalität
Alle 114 Bewohner, die Ende 2005 gemeldet waren, waren Schweizer Staatsangehörige.

### Schule
Seit 2010 bilden die Ortschaften Alvaschein, Brienz/Brinzauls, Lantsch/Lenz und Tiefencastel den Primarschul- und Kindergartenverband «Vorderes Albulatal» mit Standort in Lantsch/Lenz. Kindergarten und Schule werden rätoromanisch geführt. Für die Oberstufe (Sekundar- und Realschule) gründeten die elf Gemeinden des Albulatals ein Schulkonsortium mit Sitz in Tiefencastel.

## Wirtschaft
Brienz/Brinzauls war eine traditionelle Agrargemeinde. Weil das ehemalige Gemeindegebiet keine bedeutenden Fliessgewässer aufwies und sich nicht bis zum Flussbett der Albula erstreckte, erhielt Brienz/Brinzauls im Gegensatz zu den übrigen Gemeinden Mittelbündens keine Wasserzinsen, die dort von Elektrizitätswerken für die Nutzung der Wasserkraft entrichtet werden. Die Ortschaft hat wenig Gewerbebetriebe, strebt jedoch den sanften Tourismus an; sie ist der Tourismusdestination Lenzerheide angeschlossen. In der Fraktion Vazerol wurden in letzter Zeit einige Zweitwohnungen erstellt.

## Energiestadt
Das Label «Energiestadt» ist eine Auszeichnung für Städte, Gemeinden und Regionen, die überdurchschnittliche Leistungen im Energiebereich erbringen. Weil das Albulatal im Energie- und Umweltbereich sehr aktiv ist, wurde das Tal mit den Gebieten Alvaneu, Bergün/Bravuogn, Brienz/Brinzauls, Filisur, Lantsch/Lenz, Mon, Schmitten, Stierva, Surava, Tiefencastel und Wiesen als erste Region mit dem Label «Energiestadt» zertifiziert.
Die Gemeinde Brienz erhielt 1991 den von der Solaragentur und der Schweizerischen Vereinigung für Sonnenenergie verliehenen Schweizer Solarpreis.

## Sehenswürdigkeiten

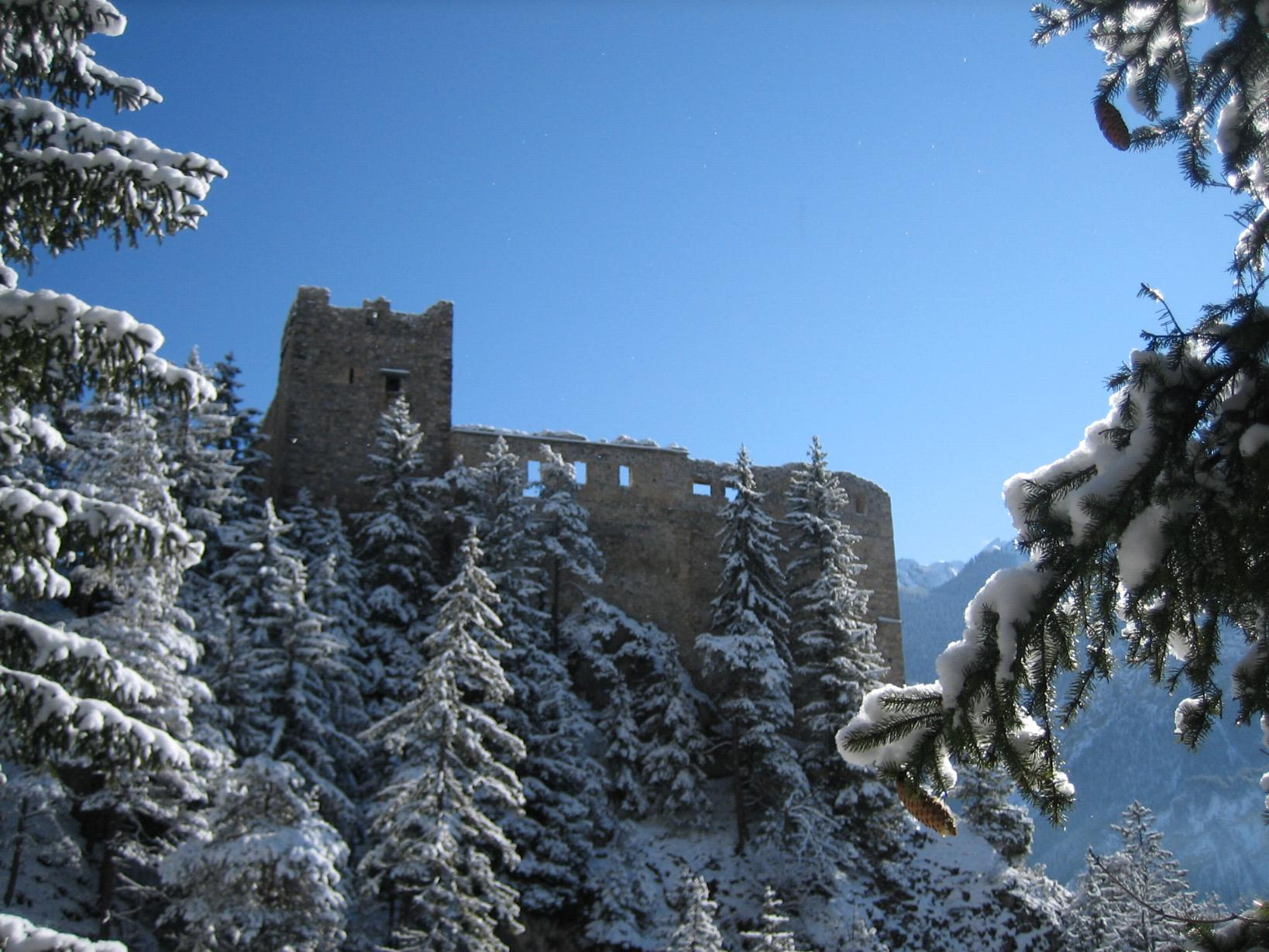
Ruine Belfort

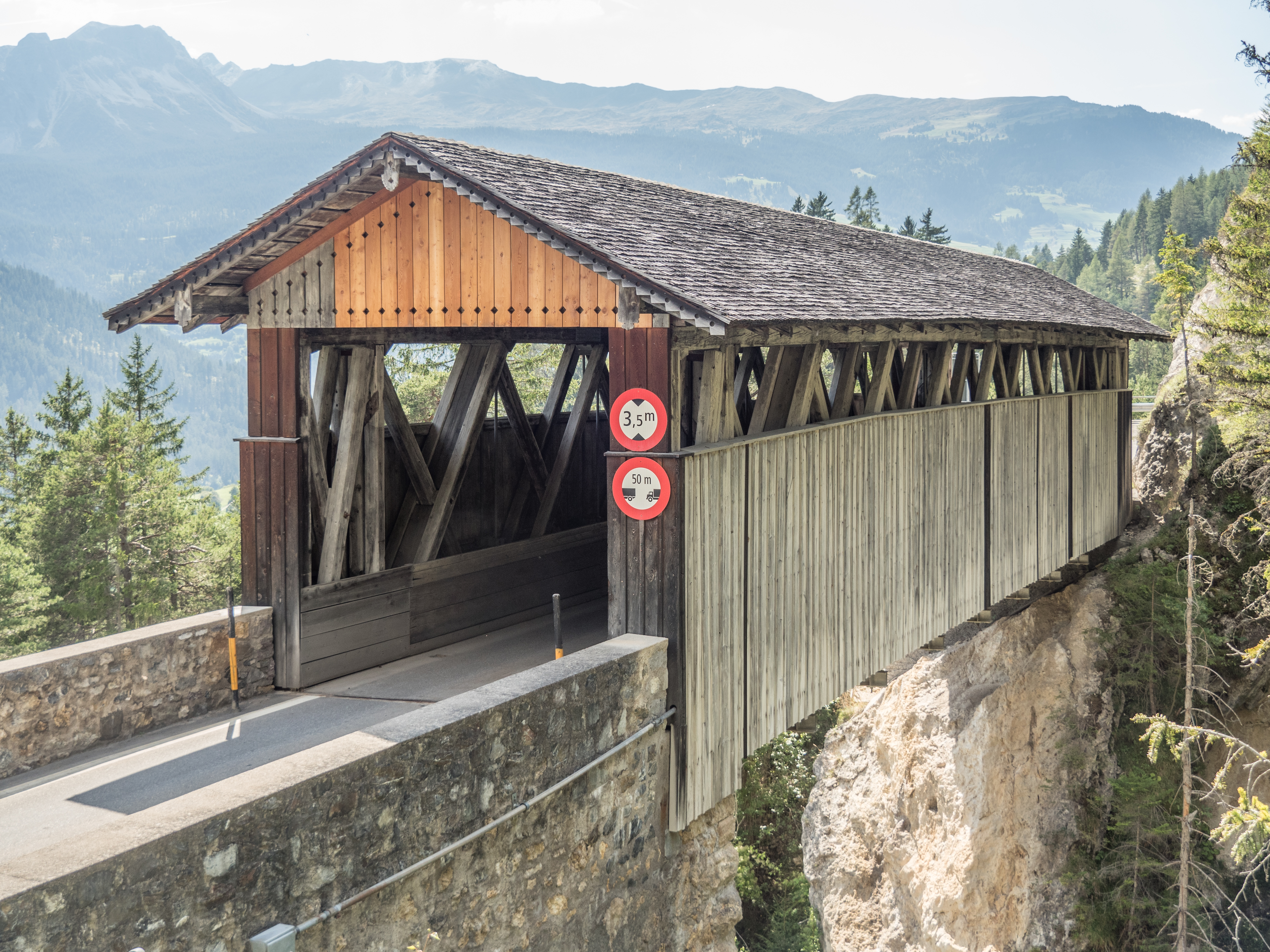
Belforttobelbrücke von 1915

- In der spätgotischen Pfarrkirche Son Tgalester / St. Calixtus[60] befindet sich normalerweise ein Altar, welcher vermutlich aus der Werkstatt von Ivo Strigel stammt.[61] Er ist einer der bedeutendsten Hochaltäre Graubündens. Im Mai 2023 wurde dieser wegen des drohenden Bergrutsches von der Hochschule der Künste Bern, der Denkmalpflege Graubünden und dem Zivilschutz Graubünden evakuiert, d. h. abgebaut und abtransportiert.[62] Für diese vorbildliche Zusammenarbeit wurde ihnen 2023 der Kulturgüterschutz (KGS)-Förderpreis verliehen.[63] Anschliessend wurde der Hochaltar über den Sommer von der Hochschule der Künste Bern (Spezialisierung Konservierung und Restaurierung von Gemälden und Skulpturen) in Stierva konserviert und restauriert.[64][65] Danach wurde er wieder in Brienz/Brinzauls aufgebaut.[66] Bei der Dorf-Evakuierung im November 2024 wurde der Altar wiederum in seine Einzelteile zerlegt und an einen geheimen Ort in Sicherheit gebracht.[61]
- Östlich des Dorfes steht die Burgruine Belfort.
- Unterhalb der Burgruine Belfort steht die 1915 erbaute gedeckte Holzbrücke Belforttobel[67] und noch etwas weiter unten die historische, 1982/1983 restaurierte Belfortbrücke, eine gemauerte Bogenbrücke, genannt Paunt dalla dieschma («Brücke des Zehnten»)
- Im Dorfzentrum steht das historische Gebäude Tgesa Gronda (deutsch «Grosses Haus»)[68]